# موازنة الصخور

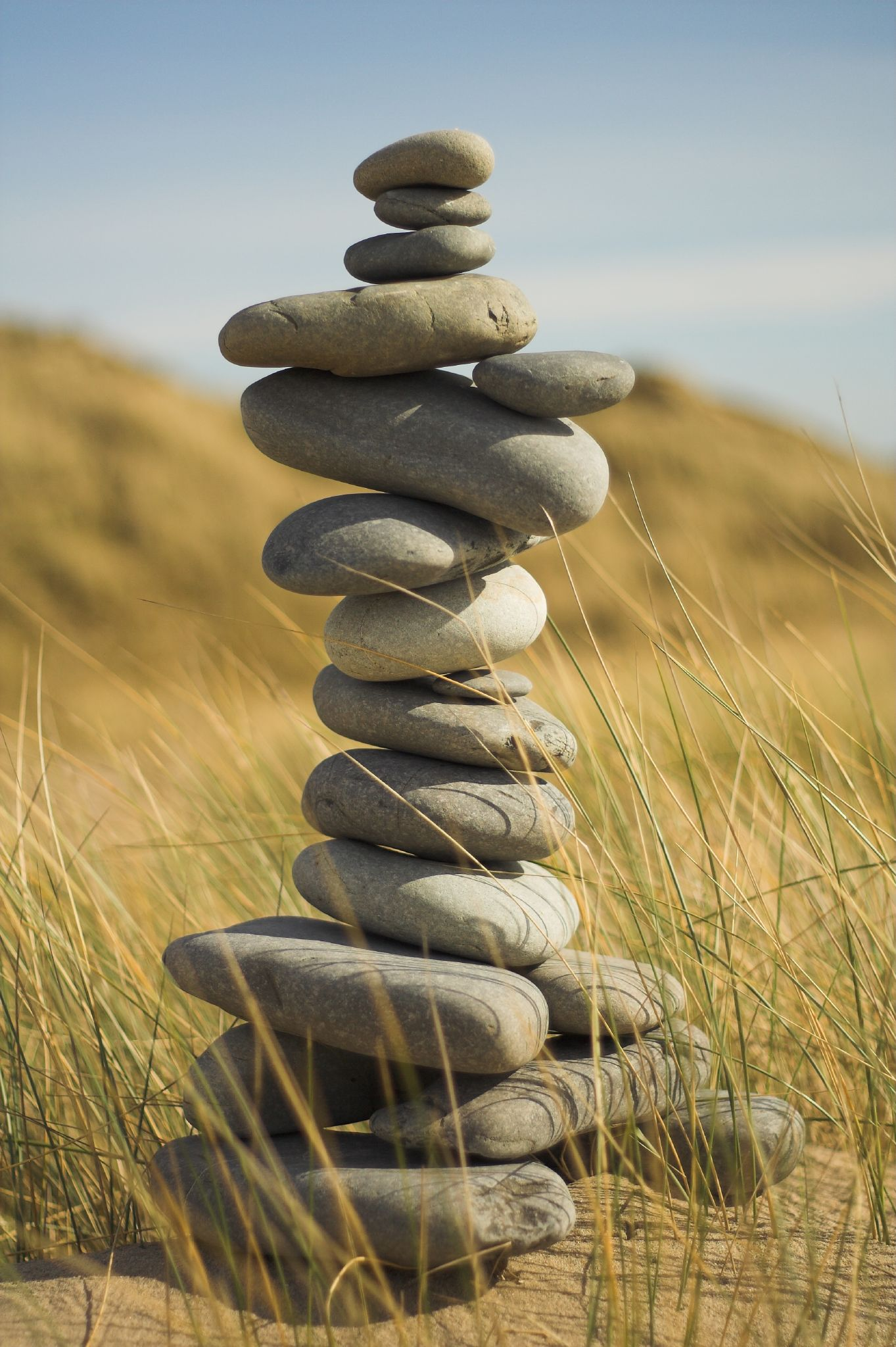

موازنة الصخور أو موازنة الحجارة (تكديس الحجارة أو الصخور) هو فن أو تدريب أو هواية تجري فيها موازنة الصخور بشكل طبيعي فوق بعضها بأوضاع مختلفة، دون استخدام مواد لاصقة أو أسلاك أو دعامات أو حلقات أو أي موانع أخرى من شأنها المساعدة في الحفاظ على توازنها.

## الوصف
يمكن أن تكون موازنة الصخور من فنون الأداء أو عرضًا أو عبادة، بحسب تفسيرها من قبل الجمهور. يتضمن هذا النشاط بشكل أساسي وضع مجموعة من الصخور أو الحجارة في ترتيبات تتطلب الصبر والحساسية، وتظهر كأنها مستحيلة من الناحية الشكلية إلا أن ذلك ليس أمرًا مستحيلًا. قد يعمل الشخص الذي يوازن الصخور مقابل أجر أو مجانًا، كفرد أو ضمن مجموعة، وتختلف نواياهم تجاه هذا العمل، كما تختلف تفسيرات الجمهور تبعًا للوضع أو المكان.
تُوصف موازنة الصخور على أنها نوع من أنواع حل المشكلات، بينما يعتبرها بعض الفنانين مهارة في الوعي، ووصف آخرون بعض الأعمال بأنها خدعة سحرية للعقل. قد تُنشأ بعض التركيبات في المناطق النائية، حيث يكون هناك عدد قليل من الجماهير أو قد لا يوجد جمهور حتى، مثلما هو الحال مع الأشكال الأخرى من الفن الشعبي المستقل. يُعد الكيرن (رجمة) المستخدم لتمييز الطرقات، مجموعة من الصخور المكدسة ولكنها عادة ما تكون أكثر متانة.

## الأساليب
- تكديس الصخور: توضع الصخور بشكل مسطح فوق بعضها حتى تصل إلى ارتفاع كبير.
- التوازن الكلاسيكي: كل صخرة متوازنة في صف واحد.
- موازنة الثقل: تعتمد الصخور السفلية على وزن الصخور العلوية لتحافظ على توازنها.
- القوس: تشكل الصخور هيكلًا يمتد في الفراغ، على غرار عمارة الجسور الحجرية القديمة.
- الأسلوب الحر: مزيج من اثنين أو أكثر من الأساليب السابقة.

## الفعاليات
يتضمن مهرجان لانو السنوي لفن الأرض الذي يُقام في ولاية تكساس على ضفاف نهر لانو، مسابقات لتكديس الصخور تُسمى «بطولة العالم لتكديس الصخور». تشمل المسابقات «الارتفاع» و«التوازن» و«الأقواس» و«البراعة الفنية». تُمارس موازنة الصخور كلعبة في بعض أجزاء النيبال، إذ يصنع اللاعبون برجًا من الصخور المسطحة ويضيفون الصخور المستديرة في الأعلى. 

## في سياق الرياضيات والفيزياء
يعتمد استقرار الهيكل الصخري على موقع مركز كتلة كل صخرة بالنسبة لنقاط الدعم الخاصة بها. تلعب القوى (الناتجة عن الوزن) الخاصة بالصخور الأخرى دورًا أيضًا، في حال كانت هذه الصخور واقعة أعلى الصخرة أو على تماس معها في أي نقطة. تحتاج كل صخرة مفردة عادة إلى ثلاث نقاط اتصال على الأقل تستند عليها كي تتمكن من الوصول إلى حالة الاستقرار مشكلة «حامل ثلاثي القوائم» وبشكل عام، كلما اقتربت نقاط هذا الحامل من بعضها، كلما كانت الصخرة أقل ثباتًا (مما يجعلها أكثر هشاشة، وتشكل ما يُعرف بمنحوتة توازن الصخور التي يعتقد الكثيرون أنها أكثر جمالًا). قد تستقر الصخرة أيضًا باستنادها إلى نقطة واحدة فقط، وذلك تبعًا للموضع والشكل. على سبيل المثال، قد تمتلك الصخرة الواقعة في أعلى الهيكل شكلًا مستديرًا، ولكنها تكون تقريبًا مسطحة وموجهة بشكل أفقي وتكون في حالة من التوازن.
يتأثر استقرار الهيكل أيضًا بالاحتكاك بين الصخور، خاصة عند توضع فوق بعضها بزاوية معينة. قد يسقط الهيكل (ينهار) بناء على مقياس الظواهر الأخرى مثل الرياح والأمطار والثلوج والاهتزاز الأرضي الممركز أو النشاط الزلزالي العام.